# 4. etape af Vuelta a España 2018
4. etape af Vuelta a España 2018 gik fra Vélez-Málaga til Alfacar 28. august 2018. 
Ben King vandt etapen, mens Michał Kwiatkowski forsvarede den røde førertrøje.

## Etaperesultater
| \| Etaperesultat \| Etaperesultat \| Etaperesultat \| Etaperesultat \| Etaperesultat \| \| Rytter \| Rytter \| Hold \| Tid \| \| \| ------------- \| ------------------ \| -------------------------- \| ------------- \| ------------- \| \| 1. \| Ben King \| Dimension Data \| 4t 33' 12" \| \| \| 2. \| Nikita Stalnow \| Astana \| + 2" \| \| \| 3. \| Pierre Rolland \| EF Education First-Drapac \| + 13" \| \| \| 4. \| Luis Ángel Maté \| Cofidis, Solutions Crédits \| + 1' 08" \| \| \| 5. \| Ben Gastauer \| AG2R La Mondiale \| + 1' 39" \| \| \| 6. \| Jelle Wallays \| Lotto-Soudal \| + 1' 57" \| \| \| 7. \| Óscar Cabedo \| Burgos-BH \| + 2' 24" \| \| \| 8. \| Simon Yates \| Mitchelton-Scott \| + 2' 48" \| \| \| 9. \| Emanuel Buchmann \| Bora-Hansgrohe \| + 2' 50" \| \| \| 10. \| Miguel Ángel López \| Astana \| + 3' 07" \| \| |                    |                            |            |
| |                    |                            |            |
| Kilde: ProCyclingStats |                    |                            |            |
| Etaperesultat |                    |                            |            |
| Rytter | Rytter             | Hold                       | Tid        |
| 1. | Ben King           | Dimension Data             | 4t 33' 12" |
| 2. | Nikita Stalnow     | Astana                     | + 2"       |
| 3. | Pierre Rolland     | EF Education First-Drapac  | + 13"      |
| 4. | Luis Ángel Maté    | Cofidis, Solutions Crédits | + 1' 08"   |
| 5. | Ben Gastauer       | AG2R La Mondiale           | + 1' 39"   |
| 6. | Jelle Wallays      | Lotto-Soudal               | + 1' 57"   |
| 7. | Óscar Cabedo       | Burgos-BH                  | + 2' 24"   |
| 8. | Simon Yates        | Mitchelton-Scott           | + 2' 48"   |
| 9. | Emanuel Buchmann   | Bora-Hansgrohe             | + 2' 50"   |
| 10. | Miguel Ángel López | Astana                     | + 3' 07"   |

## Samlet efter etapen

### Samlede stilling
| \| Samlede stilling \| Samlede stilling \| Samlede stilling \| Samlede stilling \| Samlede stilling \| \| Rytter \| Rytter \| Hold \| Tid \| \| \| ---------------- \| ------------------ \| ----------------- \| ---------------- \| ---------------- \| \| 1. \| Michał Kwiatkowski \| Team Sky \| 13' 47" \| \| \| 2. \| Emanuel Buchmann \| Bora-Hansgrohe \| + 7" \| \| \| 3. \| Simon Yates \| Mitchelton-Scott \| + 10" \| \| \| 4. \| Alejandro Valverde \| Movistar Team \| + 12" \| \| \| 5. \| Wilco Kelderman \| Team Sunweb \| + 25" \| \| \| 6. \| Jon Izagirre \| Bahrain-Merida \| + 30" \| \| \| 7. \| Tony Gallopin \| AG2R La Mondiale \| + 33" \| \| \| 8. \| Nairo Quintana \| Movistar Team \| + 33" \| \| \| 9. \| Steven Kruijswijk \| LottoNL-Jumbo \| + 37" \| \| \| 10. \| Enric Mas \| Quick-Step Floors \| + 42" \| \| |                    |                   |         |
| |                    |                   |         |
| Kilde: ProCyclingStats |                    |                   |         |
| Samlede stilling |                    |                   |         |
| Rytter | Rytter             | Hold              | Tid     |
| 1. | Michał Kwiatkowski | Team Sky          | 13' 47" |
| 2. | Emanuel Buchmann   | Bora-Hansgrohe    | + 7"    |
| 3. | Simon Yates        | Mitchelton-Scott  | + 10"   |
| 4. | Alejandro Valverde | Movistar Team     | + 12"   |
| 5. | Wilco Kelderman    | Team Sunweb       | + 25"   |
| 6. | Jon Izagirre       | Bahrain-Merida    | + 30"   |
| 7. | Tony Gallopin      | AG2R La Mondiale  | + 33"   |
| 8. | Nairo Quintana     | Movistar Team     | + 33"   |
| 9. | Steven Kruijswijk  | LottoNL-Jumbo     | + 37"   |
| 10. | Enric Mas          | Quick-Step Floors | + 42"   |

### Pointkonkurrencen
| Pointkonkurrence | Pointkonkurrence   | Pointkonkurrence           | Pointkonkurrence | Pointkonkurrence |
| Rytter           | Rytter             | Hold                       | Point            |                  |
| ---------------- | ------------------ | -------------------------- | ---------------- | ---------------- |
| 1.               | Michał Kwiatkowski | Team Sky                   | 46 point         |                  |
| 2.               | Alejandro Valverde | Movistar Team              | 33 point         |                  |
| 3.               | Ben King           | Dimension Data             | 29 point         |                  |
| 4.               | Elia Viviani       | Quick-Step Floors          | 25 point         |                  |
| 5.               | Rohan Dennis       | BMC Racing Team            | 25 point         |                  |
| 6.               | Giacomo Nizzolo    | Trek-Segafredo             | 20 point         |                  |
| 7.               | Wilco Kelderman    | Team Sunweb                | 20 point         |                  |
| 8.               | Nikita Stalnow     | Astana                     | 20 point         |                  |
| 9.               | Pierre Rolland     | EF Education First-Drapac  | 19 point         |                  |
| 10.              | Luis Ángel Maté    | Cofidis, Solutions Crédits | 17 point         |                  |

### Bjergkonkurrencen
| Bjergkonkurrence | Bjergkonkurrence   | Bjergkonkurrence           | Bjergkonkurrence | Bjergkonkurrence |
| Rytter           | Rytter             | Hold                       | Point            |                  |
| ---------------- | ------------------ | -------------------------- | ---------------- | ---------------- |
| 1.               | Luis Ángel Maté    | Cofidis, Solutions Crédits | 36 point         |                  |
| 2.               | Pierre Rolland     | EF Education First-Drapac  | 20 point         |                  |
| 3.               | Ben King           | Dimension Data             | 12 point         |                  |
| 4.               | Ben Gastauer       | AG2R La Mondiale           | 7 point          |                  |
| 5.               | Nikita Stalnow     | Astana                     | 6 point          |                  |
| 6.               | Thomas De Gendt    | Lotto-Soudal               | 5 point          |                  |
| 7.               | Nans Peters        | AG2R La Mondiale           | 4 point          |                  |
| 8.               | Alejandro Valverde | Movistar Team              | 3 point          |                  |
| 9.               | Jordi Simón        | Burgos-BH                  | 3 point          |                  |
| 10.              | Michał Kwiatkowski | Team Sky                   | 2 point          |                  |

### Kombinationskonkurrencen
| Kombinationskonkurrence | Kombinationskonkurrence | Kombinationskonkurrence    | Kombinationskonkurrence | Kombinationskonkurrence |
| Rytter                  | Rytter                  | Hold                       | Point                   |                         |
| ----------------------- | ----------------------- | -------------------------- | ----------------------- | ----------------------- |
| 1.                      | Michał Kwiatkowski      | Team Sky                   | 12 point                |                         |
| 2.                      | Alejandro Valverde      | Movistar Team              | 14 point                |                         |
| 3.                      | Ben King                | Dimension Data             | 24 point                |                         |
| 4.                      | Laurens De Plus         | Quick-Step Floors          | 47 point                |                         |
| 5.                      | Ben Gastauer            | AG2R La Mondiale           | 51 point                |                         |
| 6.                      | Nikita Stalnow          | Astana                     | 51 point                |                         |
| 7.                      | Pierre Rolland          | EF Education First-Drapac  | 58 point                |                         |
| 8.                      | Luis Ángel Maté         | Cofidis, Solutions Crédits | 95 point                |                         |

### Holdkonkurrencen
| Holdkonkurrence | Holdkonkurrence                          | Holdkonkurrence | Holdkonkurrence |
| Hold            | Hold                                     | Tid             |                 |
| --------------- | ---------------------------------------- | --------------- | --------------- |
| 1.              | Astana                                   | 41t 23' 14"     |                 |
| 2.              | Movistar Team                            | + 1' 31"        |                 |
| 3.              | Bora-Hansgrohe                           | + 2' 03"        |                 |
| 4.              | Dimension Data                           | + 3' 15"        |                 |
| 5.              | Lotto NL-Jumbo                           | + 4' 07"        |                 |
| 6.              | EF Education First-Drapac p/b Cannondale | + 4' 43"        |                 |
| 7.              | Sky                                      | + 6' 20"        |                 |
| 8.              | AG2R La Mondiale                         | + 7' 16"        |                 |
| 9.              | Cofidis, Solutions Crédits               | + 8' 34"        |                 |
| 10.             | Bahrain-Merida                           | + 9' 06"        |                 |